# شمس‌آباد (شهربابک)
شمس‌آباد، یک آبادی از توابع بخش مرکزی، شهرستان شهربابک در استان کرمان ایران واقع شده است.

## جمعیت
این آبادی در دهستان پاقلعه قرار دارد و براساس سرشماری مرکز آمار ایران در سال ۱۳۹۵، سکنه دائم آن کمتر از سه خانوار بوده‌است.